# 關渡玉女宮

關渡玉女宮

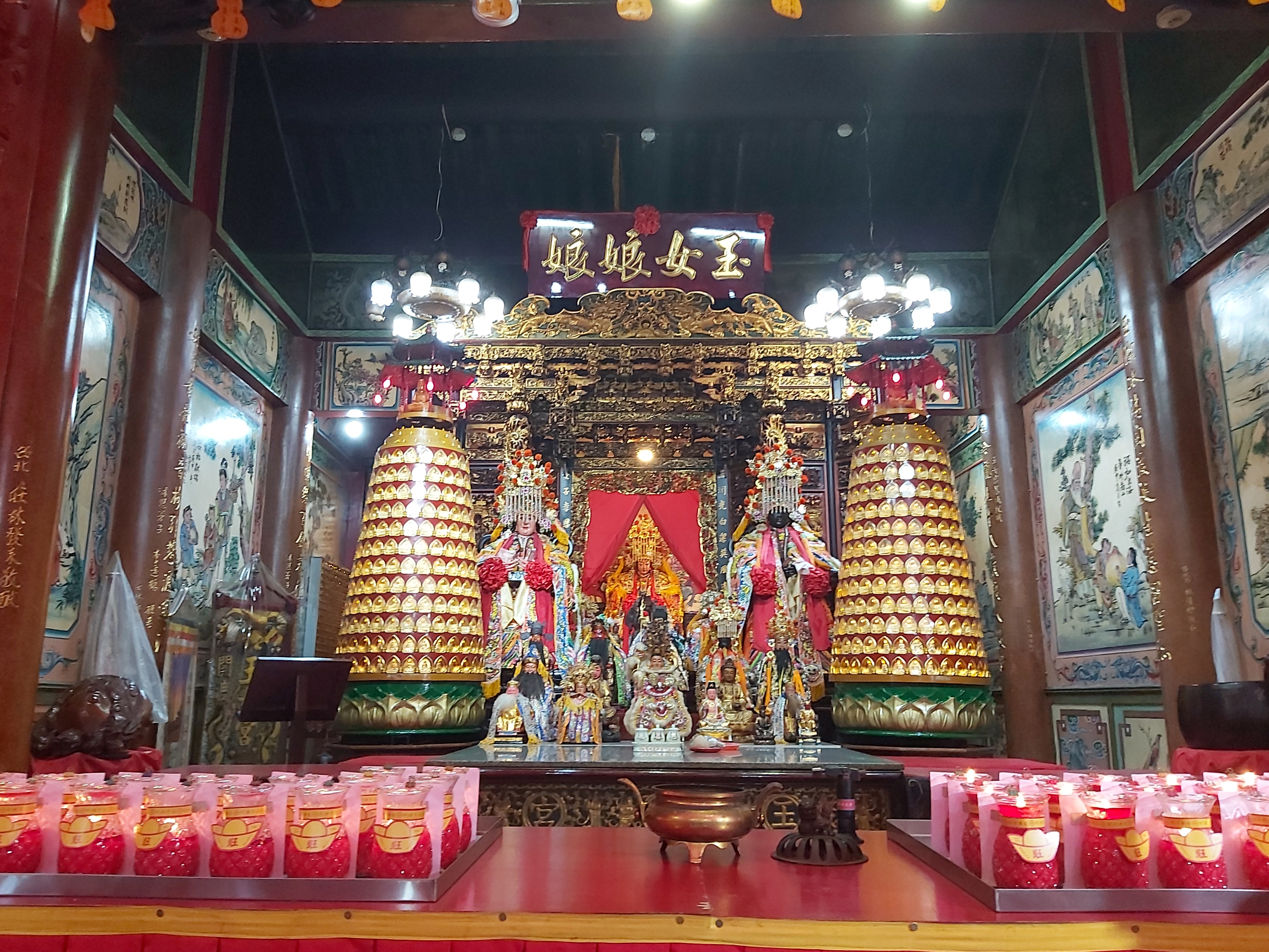
關渡玉女宮正殿

關渡玉女宮位於台灣台北市北投區關渡大度路，關渡宮旁，為主祀玉女娘娘之道教廟宇。該建物興建於1967年，今為位於台北北投區之仿古廟宇建築。另外，該廟宇的組織型態為管理人制，祭典日期則是每年農曆之二月十九、五月十五。

## 傳說
相傳「玉女娘娘」是清代居住於關渡宮附近的林姓女子，生於嘉慶庚辰年（1820年）二月十九日子時，自幼茹素，並時常到關渡宮坐禪，如人問之，則稱媽祖娘娘在傳授道法，而後成為當地著名的「仙姑」，時常為信眾解惑。年十六歲時關渡旱災，艋舺縣丞弓清瀚夢見一名少女向天祈雨有成，四處探訪之下，認為玉女娘娘就是夢中的女孩，於是聘請她為地方求雨，獲得感應，地方擁戴。道光丁酉年（1837年）五月十五日，玉女娘娘清早沐浴後，焚香禪坐，無疾而終，終年十八。鄉民將玉女娘娘仙蛻，塑成全身舍利，頂禮膜拜，並以林宅建廟，即今日玉女宮。

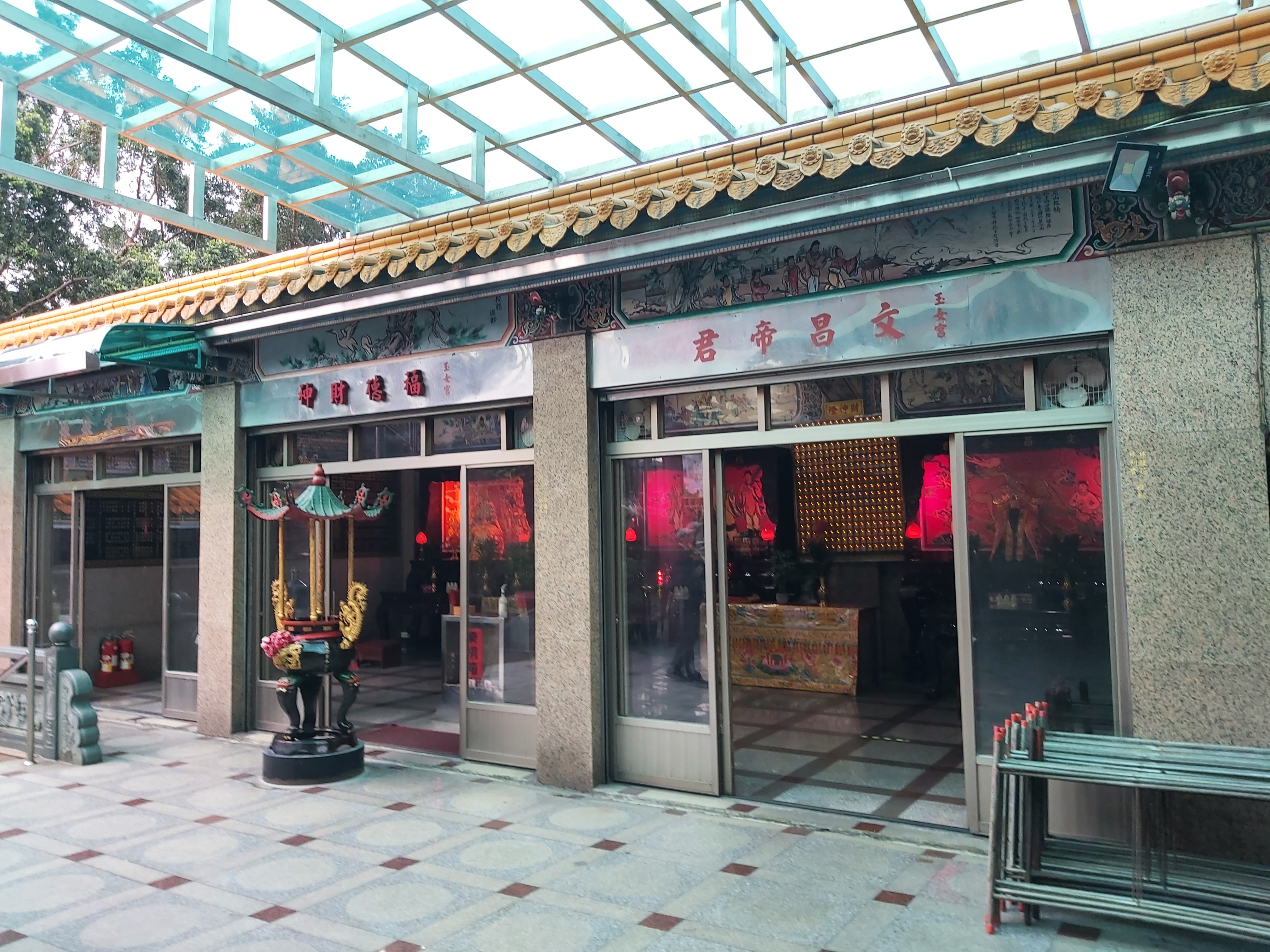
文昌帝君與福德財神殿
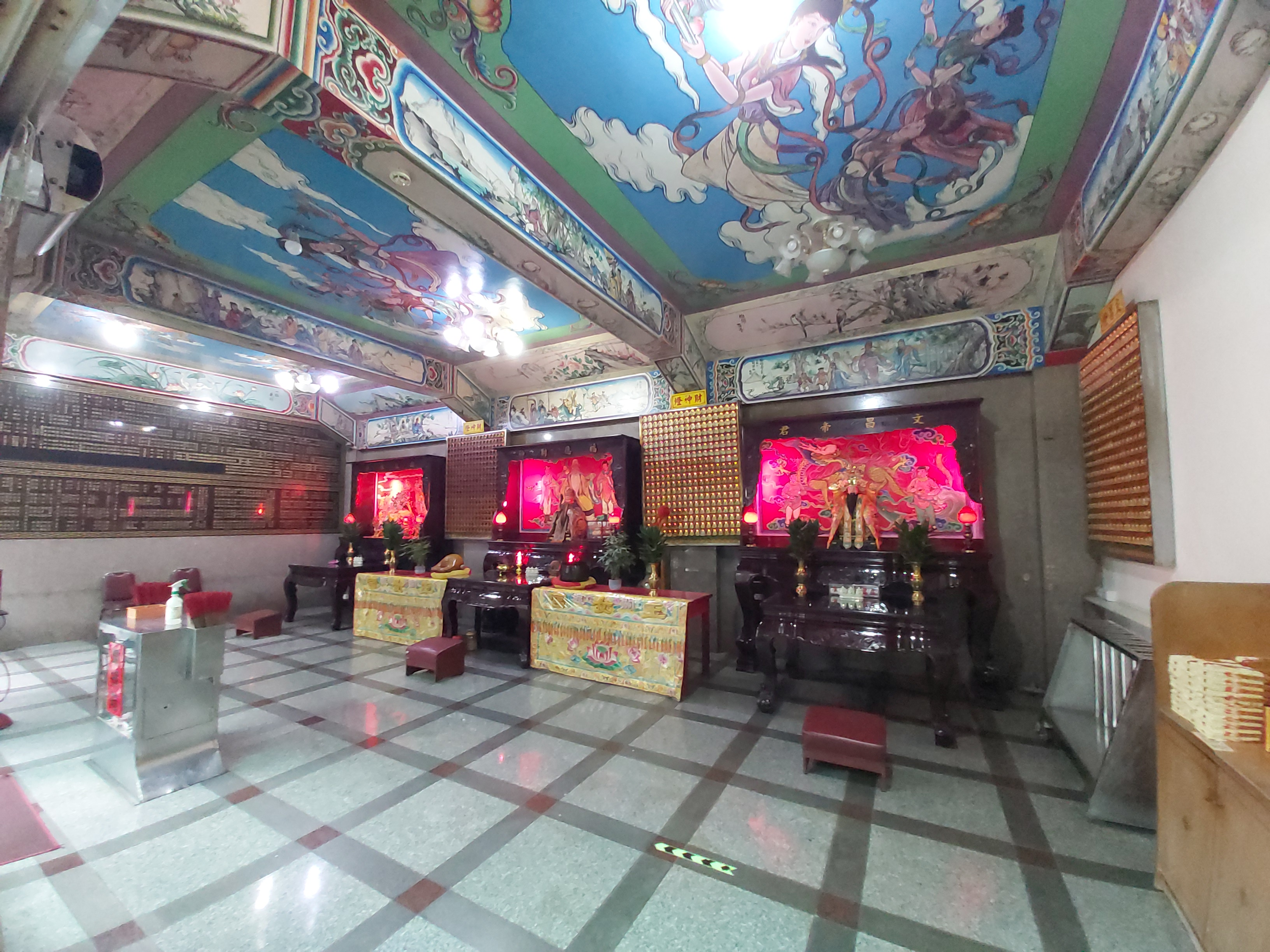
文昌福德殿室內
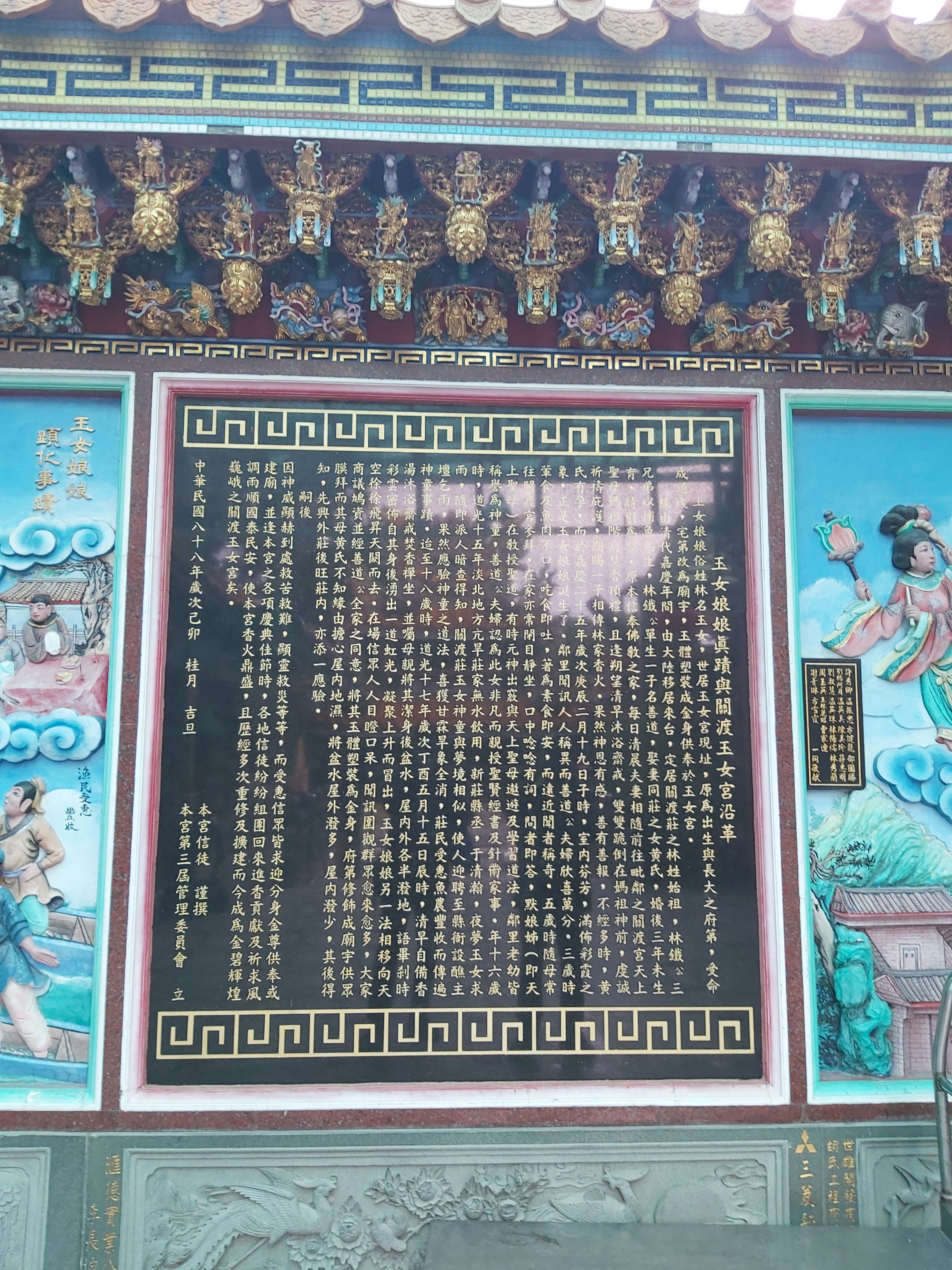
沿革
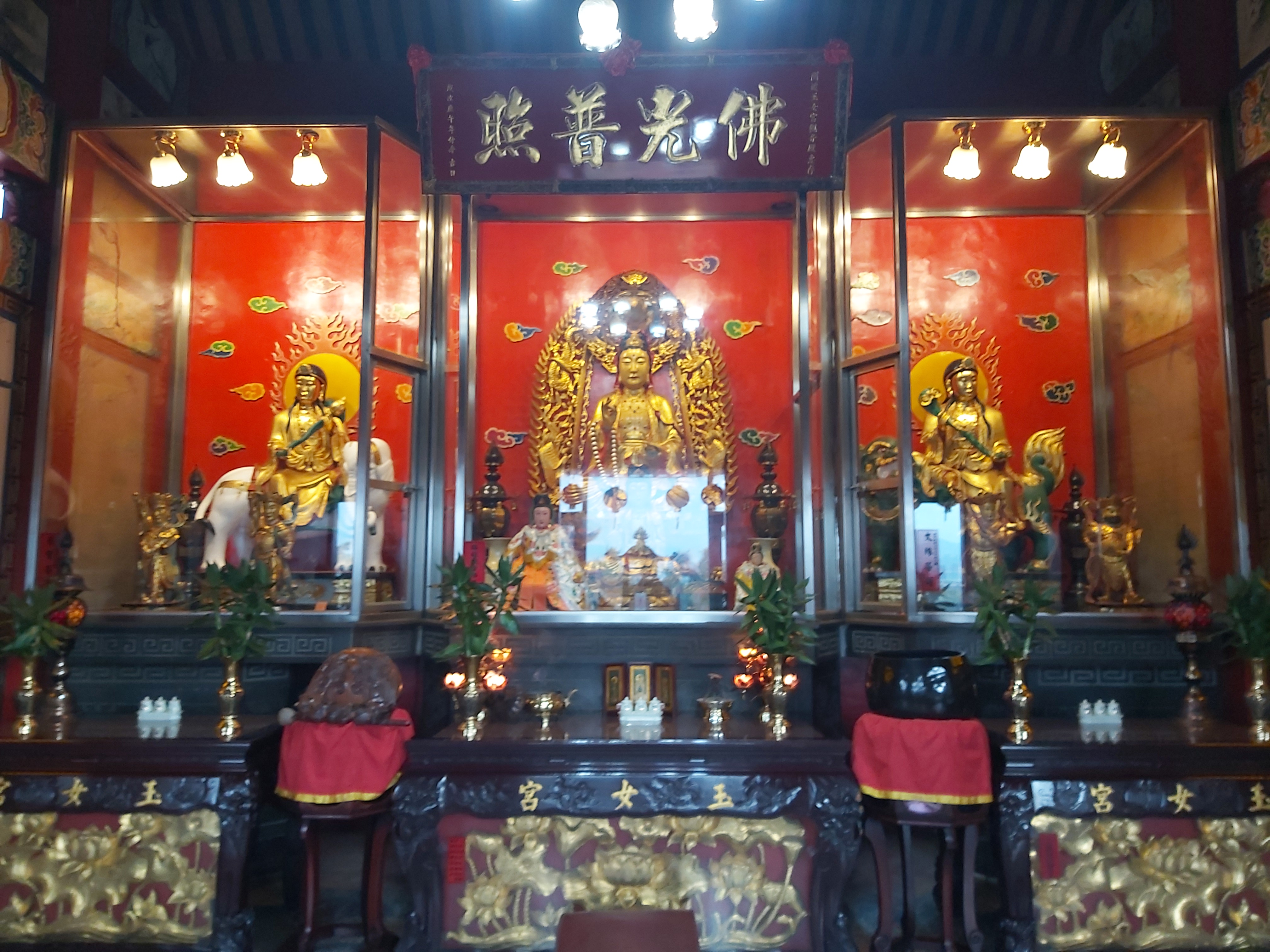
觀音殿

## 外部連結
- 關渡玉女宮-玉女娘娘開基祖廟的Facebook專頁